# Ivan Mažuranić
Ivan Mažuranić, hrvaški pesnik, jezikoslovec in politik, * 11. avgust 1814, Novi Vinodolski, † 4. avgust 1890, Zagreb.
Mažuranič je po osnovni šoli obiskoval srednje šole v
Rijeki, Zagrebu in Szombathelyju, pravno fakulteto pa je končal v Zagrebu. V letih 1841 do 1848 je služboval v Karlovcu. Od leta 1849 do 1849 je bil poslanec hrvaškega sabora. Leta 1850 je bil imenovan za vrhovnega državnega tožilca, v letih 1873 do 1880 pa je bil hrvaški ban. Po letu 1880 se je umaknil iz politike in živel umirjeno življenje ter se ljubiteljsko ukvarjal z matematiko in astronomijo.
Mažuranić je prve pesmi napisal že v gimnazijskih letih na Rijeki. Od 1835 do 1841 je bil sodelavec Gajeve Danice. Leta 1846 je objavil svoje največje pesniško delo, klasični junaški ep Smrt Smail-age Čengića.
Mažuranić je dokončno prenehal pisati pesmi, ko je stopil na pot državnega uradnika in politika.

## Življenjepis

### Zgodnje življenje in izobrazba
Ivan Mažuranić se je rodil 11. avgusta 1814 kot tretji od štirih sinov v premožni družini malega posestnika Ivana Mažuranića Petrova v Novem Vinodolskem na severni obali Hrvaške. Njegov brat Josip je skrbel za družinsko posestvo, Anton je bil slaven pravnik in filolog, Matija, po poklicu kovač, pa je bil potopisec, ki je napisal Pogled na Bosno (1842), v katerem je opisal zasebno in javno življenje osmanske Bosne   Mažuranić je postal človek mnogih sposobnosti; govoril je 9 jezikov (hrvaščino, latinščino, italijanščino, nemščino, madžarščino, francoščino, angleščino, češčino in poljščino) in je bil dobro podkovan v astronomiji in matematiki. Osnovno šolo je obiskoval v Novem Vinodolskem, gimnazijo pa na Reki, nato pa je študiral pravo na zagrebški univerzi (1835–1837) in filozofijo na univerzi na Zahodni Madžarski. Po maturi je delal kot gimnazijski učitelj v Zagrebu, nato pa kot odvetnik v Karlovcu.

### Politika in gospodarstvo
Mažuranić je bil prvi hrvaški ban, ki ni izviral iz starega plemstva, saj je bil rojen kot navadna oseba. Službo je opravljal od 20. septembra 1873 do 21. februarja 1880. Bil je član Narodne stranke.
Izpeljal je hrvaški prehod iz polfevdalnega pravnega in gospodarskega sistema v sodobno civilno družbo, podobno tistim, ki nastajajo v drugih državah srednje Evrope.
Mažuranić je posodobil hrvaški izobraževalni sistem z oblikovanjem javne šolske mreže in zmanjšanjem pomena konfesionalnih šol, proces, ki so ga nekateri poznejši srbski ideologi razumeli kot nameren udarec celovitosti Srbstva v hrvaških deželah. Drugi menijo, da je bil to nujen korak v modernizaciji in sekularizaciji hrvaške družbe.

### Pravosodne reforme
Mažuranić je skoraj takoj po izvolitvi za bana začel izvajati obsežne reforme. V času njegove vladavine je Sabor sprejel 60 zakonov, ki so pokrivali celotno območje hrvaške avtonomne jurisdikcije. Ideološki temelj njegovih reform je bil liberalen. Poudaril je pomen ustave, pravic posameznika, izobraževanja, znanosti in laissez faire. Glavni cilj njegovih reform je bil oblikovanje temeljev organizacije avtonomne hrvaške vlade in vzpostavitev sodobnega in učinkovitega politično-upravnega sistema.

### Jezikoslovje
Njegovo jezikoslovno delo je izjemno po svojem ogromnem vplivu. Mažuranićev Nemško-ilirski / hrvaški slovar, 1842 (v soavtorstvu z Josipom Užarevićem) je v samem srcu sodobne hrvaške civilizacije, saj je v tem 40.000-številčnem slovarju glavni avtor Mažuranić skoval besede, ki so postale običajne v knjižni hrvaščini — tj. na primer, hrvaške besede za bančno računovodstvo, nosorog, kipar, sladoled, tržno gospodarstvo, veleizdaja ali metropola. Bil je veliko več kot »jezikovni zapisovalec«; »oblikovalec jezika« bi bil boljši opis.

### Poezija
Mažuranić je v svoji domovini predvsem ljubljeni pesnik Smrti Smail-age Čengića. Ta epska pesem je polna nepozabnih verzov, ki so se vtisnili v narodni spomin ljudstva, ki jo je cenilo kot zaklad homerske modrosti, ki hvali epske vrline, kot so trdnost, zvestoba in pravičnost.
Zgodba temelji na napadu na Črno goro, ko je bil mali lokalni muslimanski tiran ubit kot maščevalno dejanje v zasedi Črnogorcev. Mažuranićeva poezija je precej prozaično dejanje plemenskega maščevanja preoblikovala v hvalnico boja za svobodo – odigrano pod sovražnimi silami usodnosti.
Po stopinjah hrvaških pesnikov, kot sta Kačić in Ivan Gundulić (njegov glavni nacionalni vpliv, katerega glavni ep je dokončal Osman Mažuranić), je Mažuranić zaključil obdobje romantike in klasične epske poezije v hrvaški književnosti.

## Osebno življenje
Ivan Mažuranić je bil poročen z Aleksandro Mažuranić (roj. Demeter), sestro priznanega hrvaškega pesnika Dimitrija Demetera.

## Zapuščina
- Mažuranićev portret je upodobljen na sprednji strani hrvaškega bankovca za 100 kun, izdanega v letih 1993 in 2002.[7]
- Trg Ivana Mažuranića v Zagrebu je poimenovan v njegovo čast.
- Ob vstopu Hrvaške v Evropsko unijo je Nova TV sprožila kampanjo Verjamem v Hrvaško, ki se nanaša na uvod Mažuranićevega slavnega govora, ki ga je imel 13. decembra 1886 pred Saborom; »Verjamem v Hrvaško, v njeno preteklost, v njeno sedanjost in prihodnost.«